# 佐賀県立佐賀商業高等学校
佐賀県立佐賀商業高等学校（さがけんりつさがしょうぎょうこうとうがっこう）は、佐賀県佐賀市神野東四丁目に所在する公立の商業高等学校。佐商の通称で呼ばれている。

## 概要
歴史
1907年（明治40年）に「佐賀市立佐賀商業学校」として開校。太平洋戦争中の1944年（昭和19年）には工業学校への転換を余儀なくされたが、終戦後の1946年（昭和21年）には商業学校に戻る。1948年（昭和23年）の学制改革により、新制高等学校となった。1976年（昭和51年）の第31回国民体育大会開催の折、昭和天皇の行幸先の一つとなった。2017年（平成29年）には創立110周年を迎える。
設置課程・学科
全日制課程 3学科
- 商業科
- 情報処理科
- グローバルビジネス科

定時制課程 1学科
- 総合文化科

校訓
「誠実 努力」
校章
校名の頭文字SS（Saga Shogyo）ギリシャ神話による商業の守護神ヘルメスが手にしていた杖に絡んだ二匹の蛇と翼を組み合わせたものを背景にして、中央に「高」の文字を置いている。
校歌
作詞は石橋達三、作曲は永井幸次による。3番まである。
姉妹校
- ハードリー・ルザーレン高校　（Hadley - Luzerne High School）- アメリカニューヨーク州

## 沿革
- 1906年（明治39年）8月21日 - 佐賀市会（佐賀市議会の前身）において市立商業学校の設立が決議される。
- 1907年（明治40年）
  - 2月25日 - 設立が認可される。
  - 4月23日 - 佐賀市赤松町1番地の旧城跡、鍋島家所有の建物を校舎とし「佐賀市立佐賀商業学校」が開校し、授業を開始。
- 1911年（明治44年）3月 - 新校舎が完成。
- 1920年（大正11年）4月1日 - 県立移管により「佐賀県立佐賀商業学校」に改称。
- 1931年（昭和6年）11月3日 - 校旗を制定。
- 1940年（昭和15年）4月1日 - 夜間部を設置。
- 1944年（昭和19年）1月6日 - 教育ニ関スル戦時非常措置方策により、「佐賀県立栄城工業学校」に転換。 
  - 佐賀市内の工業学校が佐賀県立佐賀工業学校、佐賀県立第二工業学校、そして佐賀県立栄城工業学校の3校となる。
  - そのまま商業課程で学ぶ学年と、商業課程から工業課程に転換を余儀なくされる学年があった。この年の4月の入学生は全員工業課程で学ぶこととなる。
- 1946年（昭和21年）3月31日 - 終戦により「佐賀県立佐賀商業学校」に戻る。修業年限を5年とする（ただし4年修了時点で卒業することもできた）。
  - 希望により、商業課程に復学（転科）する生徒と、佐賀工業学校に編入して工業課程を学ぶ生徒がいた。
- 1947年（昭和22年）4月1日 - 学制改革が行われる。
  - 旧制商業学校としての募集を停止。
  - 新制の中学校を併設（以下・併設中学校）し、商業学校1・2年修了者を新制中学校2・3年生として収容。
  - 併設中学校は経過措置としてあくまで暫定的に設置されたため、新たに生徒募集は行われず、在校生が2・3年生のみの中学校であった。
  - 商業学校3・4年修了者はそのまま商業学校4・5年生として在籍（ただし4年修了時点で卒業することもできた）。
- 1948年（昭和23年）4月1日 - 学制改革により、旧制商業学校が廃止され、新制高等学校「佐賀県立佐賀商業高等学校」（現校名）が発足。 
  - 商業学校卒業者（5年修了者）を新制高校3年生、商業学校4年修了者を新制高校2年生、併設中学校卒業者（3年修了者）を新制高校1年生として収容。
  - 併設中学校は継承され、1946年（昭和21年）に商業学校へ最後に入学した3年生のみとなる。
- 1949年（昭和24年）3月31日 - 併設中学校を廃止。旧制商業学校から新制商業高等学校への移行が完了。
- 1959年（昭和34年）9月1日 - 佐賀県立武雄高等学校から大町分校が、佐賀県立白石高等学校から江北分校が移管される。
  - 移管により両分校はそれぞれ杵島分校大町校舎、杵島分校江北校舎に改称。
- 1960年（昭和35年）
  - 4月 - 杵島分校統合新校舎が完成したため、大町校舎と江北校舎を廃止。
  - 11月 - 佐賀市高木瀬町35番地に新校舎が完成し、移転を完了。
- 1961年（昭和36年）4月1日 - 杵島分校が分離の上、佐賀県立杵島商業高等学校として独立。
- 1972年（昭和47年）4月1日 - 全日制課程に情報処理科を設置（2学科体制となる）。
- 1973年（昭和48年）3月 - 電算機を設置。
- 1989年（平成元年）4月1日 - 全日制課程に国際経済科を設置（3学科体制となる）。
- 1994年（平成6年）8月21日 - 野球部、第76回全国高等学校野球選手権大会（夏の甲子園大会）に出場し、優勝。
- 2001年（平成13年）12月 - 商業科棟の大規模改造工事が完了。
- 2004年（平成16年）1月 - 情報処理科棟の大規模改造工事が完了。
- 2007年（平成19年）11月 - 創立100周年記念式典を挙行。
- 2011年（平成23年）4月1日 - 国際経済科の募集を停止。
- 2013年（平成25年）3月31日 - 国際経済科を廃止（2学科体制に戻る）。
- 2018年（平成30年）4月1日 - グローバルビジネス科を設置（3学科体制が復活）。

## 日商簿記甲子園
- 日本商工会議所が2024年度から開催する第1回全国高等学校日商簿記選手権大会（日商簿記甲子園）（日商簿記検定施行70周年記念事業）の参加校である[2]。

## 部活動
部活動が盛んであり、野球、水泳、卓球、柔道、剣道、バレー、サッカーなどの運動部や速記、吹奏楽部、簿記、情報処理、OAインストラクターなどの文化部が県大会・九州大会で上位入賞、全国大会に出場している。野球部は1994年（平成6年）に全国高等学校野球選手権大会優勝を成し遂げている。
全日制課程
- 野球部
- サッカー部
- バレーボール部
- 水泳部
- 柔道部
- 剣道部
- 陸上部
- 卓球部
- バスケットボール部
- バトン部
- テニス部
- フェンシング部
- OAインストラクター部
- 簿記部
- 速記部
- 情報処理部
- 計算事務部
- 吹奏楽部
- 書道部
- ボランティア部
- 放送・メディア部
- 英会話部

定時制課程
- 陸上部
- 卓球部
- バレーボール部
- バスケットボール部
- ワープロ部
- 健康科学部
- 放送同好会

## 著名な出身者
サッカー
- 副島博志
- 井原康秀
- 片渕浩一郎
- 佐藤真一
- 三原廣樹

柔道
- 田中龍馬
- 田中龍雅
- 近藤美月
- 清水優陸

自転車
- 三井所尊春

芸能
- 大野瑠衣※中退
- メタルラック
- 大川栄策

### 野球
- 石丸藤吉
- 松尾五郎
- 中島喬
- 南里政男
- 宮崎要
- 前田登志雄
- 後藤宏之
- 石丸進一
- 島田恒幸
- 杉尾富美雄
- 橋本敬包
- 中山実
- 新谷博
- 田中孝尚
- 香田誉士史
- 森田剛史
- 鬼崎智史
- 於保浩己
- 兵動秀治
- 田中豊樹
- 古賀輝希

## 交通
- 佐賀駅より佐賀市営バス 「商業高校前」バス停